# Narek Harutiunian
Narek Harutiunian (orm. Նարեկ Հարությունյան; ur. 2001) – ormiański zapaśnik walczący w stylu wolnym. 
Zajął jedenaste miejsce na mistrzostwach Europy w 2025. Drugi na ME U-23 w 2022. Trzeci na ME juniorów w 2021 roku.